# Mesochorus insularis
Mesochorus insularis là một loài tò vò trong họ Ichneumonidae.